# Óblast autónomo Mari
El Óblast Autónomo Mari (en ruso Марийская автономная область) fue una entidad administrativa creada el 4 de noviembre de 1920 dentro de la RSFS de Rusia. En 1936 fue erigido como la RASS de Mari que en 1990 se convirtió en la República de Mari-El, sujeto de la Federación Rusa.
El Oblast está mayormente poblado por el pueblo Mari. Los eventos en su historia temprana incluyen la hambruna rusa de 1921-22 y los incendios forestales de Mari en 1921.
- Datos: Q2391775